# Nguyễn Kim

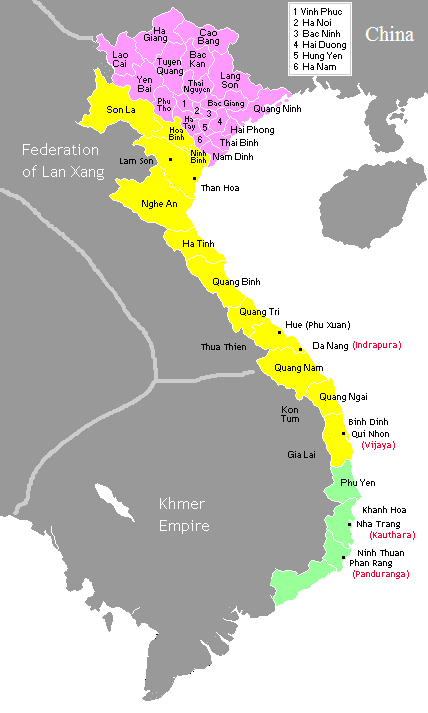
Le Viêt Nam divisé entre les Mac et les Lê vers 1540

Nguyễn Kim, né en 1468 et mort en 1545, est un dignitaire vietnamien de la famille des Nguyễn.

## Biographie
Nguyễn Kim naît Hà Nam Ninh xứ Sơn Nam en 1468 dans une famille de lettrés et de hauts fonctionnaires au service des Lê postérieurs. Il est le fils aîné du duc Nguyên Van Luu, mandarin à la cour, Kim apparaît très tôt comme un enfant particulièrement intelligent. Le roi Lê Chiêu Tông (1516-1524) lui accorde le titre de marquis (An Thanh Hau) et le nomme général chargé de l’administration de la province du Thanh Ba (aujourd’hui province de Thanh Hoa). 
L’œuvre historique de Kim débute avec le renversement des Lê par les Mac lorsqu'en 1527 le roi Lê Chieu Tong est assassiné par Mac Dang Dung, un de ses généraux. Fidèle aux Lê défaits, Nguyễn Kim s’enfuit au Laos d’où il organise la résistance aux Mac en vue de « restaurer les Lê ». Les premières années de résistance sont particulièrement difficiles pour Kim et ses quelques partisans. Isolés géographiquement, isolés politiquement, Kim et les siens semblent s’installer dans leur infortune et condamnés à disparaître dans l’oubli. Mais, faisant de sa faiblesse une force, Kim transforme son exode en période de renforcement.
Durant six années, opiniâtrement, quasiment seul, il aguerrit ses troupes et recrute de nouveaux partisans. Si sur le plan militaire, les choses avancent mal pour les partisans des Lê, Kim remporte en 1533 un avantage politique important. Il fait introniser Lê Trang Tong empereur par les fidèles des Lê. Le couronnement de Lê Trang Tong galvanise l’opposition aux Mac et sous l’autorité de Kim, le roi parvient à rassembler sous son nom, non pas encore une armée, mais une troupe plus importante. 1533 marque le début de l’offensive. Kim et les siens quittent le Laos pour s’installer dans la province de Thanh Ba. L’œuvre de restauration est de bien longue haleine. 
C’est en 1543, seize ans après le départ, que Lê Trang Tong lance le mouvement de restauration. Il appelle Kim à la tête de l’armée. Signe de la confiance qu’il lui porte, Lê Trang Tong lui accorde la direction des opérations sur terre et sur mer. Très vite, Kim remporte de nombreux succès militaires. Ses troupes avancent vers le Nord, obligeant les Mac à se replier pour rester sur la défensive. Malgré ces succès, les Lê ne sont toujours pas restaurés dans leur droit. De campagnes en coups de main, Kim poursuit le harcèlement contre les Mac. Sûr de sa victoire, il prévoit en 1545 l’attaque de Dong Do.[réf. souhaitée]
Récompensé de sa fidélité par les honneurs et les victoires, Kim n’atteint pas le but de sa vie. Une inondation empêcha ses troupes de reprendre la capitale, et il fut empoisonné par un partisan des Mac. Il meurt le vingtième jour du cinquième mois de l’année du Serpent (1545) laissant inachevée l’œuvre de sa vie au moment où la restauration des Lê était à portée de main. Chef aimé de ses soldats, sujet écouté de son roi, Nguyễn Kim reçoit le titre posthume de duc et le nom de Seigneur Hieu.
La tradition raconte que lors de son enterrement, sur la montagne Thien Toa, district de Tong Son, un orage effroyable dispersa le cortège et fit cesser la cérémonie. Lorsque le soleil reparut, toutes traces des funérailles avaient disparu, et le tombeau était comblé par les racines d’un arbre poussé comme par magie. Aujourd’hui on ne sait pas exactement où se trouve sa tombe.